# Tour de Suisse 2017
La 81e édition du Tour de Suisse a lieu du 10 au 18 juin 2017.

## Présentation
Le Tour de Suisse connaît en 2017 sa 81e édition. Il est organisé depuis son édition 2015 par l'entreprise InfrontRingier Sports & Entertainment, pour le compte de Swiss Cycling, propriétaire de la marque « Tour de Suisse ». InfrontRingier Sports & Entertainment a été fondée conjointement par le groupe de presse Ringier et la société de marketing sportif Infront Sports & Media en 2011,,,.

### Équipes
22 équipes participent à ce Tour de Suisse - les 18 WorldTeams et 4 équipes continentales professionnelles
| WorldTeams (18)- AG2R La Mondiale - Astana - Bahrain-Merida - BMC Racing Team - Bora-Hansgrohe - Cannondale-Drapac - Dimension Data - FDJ - Katusha-Alpecin - Lotto NL-Jumbo - Lotto-Soudal - Movistar Team - Orica-Scott - Quick-Step Floors - Sky - Team Sunweb - Trek-Segafredo - UAE Team Emirates Équipes continentales professionnelles (4)- Aqua Blue Sport - CCC Sprandi Polkowice - Direct Énergie - Roompot-Nederlandse Loterij |
| |

## Étapes
| Étape     | Date    | Villes étapes                | type                        | Distance (km) | Vainqueur d'étape  | Leader du classement général |
| --------- | ------- | ---------------------------- | --------------------------- | ------------- | ------------------ | ---------------------------- |
| Prologue  | 10 juin | Cham – Cham                  | prologue                    | 6             | Rohan Dennis       | Rohan Dennis                 |
| 1re étape | 11 juin | Cham – Cham                  | étape vallonnée             | 172,7         | Philippe Gilbert   | Stefan Küng                  |
| 2e étape  | 12 juin | Menziken – Berne             | étape vallonnée             | 159,3         | Michael Matthews   | Michael Matthews             |
| 3e étape  | 13 juin | Berne – Villars-sur-Ollon    | étape de montagne           | 150,2         | Lawrence Warbasse  | Damiano Caruso               |
| 4e étape  | 14 juin | Bex – Cevio                  | étape de moyenne montagne   | 222           | Peter Sagan        | Damiano Caruso               |
| 5e étape  | 15 juin | Locarno – La Punt Chamues-ch | étape de montagne           | 166,7         | Domenico Pozzovivo | Domenico Pozzovivo           |
| 6e étape  | 16 juin | Zernez – Sölden              | étape de montagne           | 160,8         | Simon Špilak       | Simon Špilak                 |
| 7e étape  | 17 juin | Schaffhouse – Schaffhouse    | étape vallonnée             | 100           | Peter Sagan        | Simon Špilak                 |
| 8e étape  | 18 juin | Schaffhouse – Schaffhouse    | contre-la-montre individuel | 28,6          | Rohan Dennis       | Simon Špilak                 |

## Déroulement de la course

### Prologue
| \| Classement de l'étape \| Classement de l'étape \| Classement de l'étape \| Classement de l'étape \| Classement de l'étape \| \| Coureur \| Coureur \| Pays \| Équipe \| Temps \| \| --------------------- \| --------------------- \| --------------------- \| --------------------- \| --------------------- \| \| 1er \| Rohan Dennis \| Australie \| BMC Racing Team \| + 6 min 24 s \| \| 2e \| Stefan Küng \| Suisse \| BMC Racing Team \| + 8 s \| \| 3e \| Matthias Brändle \| Autriche \| Trek-Segafredo \| + 9 s \| \| 4e \| Michael Matthews \| Australie \| Team Sunweb \| + 9 s \| \| 5e \| Tom Dumoulin \| Pays-Bas \| Team Sunweb \| + 9 s \| \| 6e \| Jonathan Castroviejo \| Espagne \| Movistar Team \| + 11 s \| \| 7e \| Lars Boom \| Pays-Bas \| LottoNL-Jumbo \| + 12 s \| \| 8e \| Ryan Mullen \| Irlande \| Cannondale-Drapac \| + 13 s \| \| 9e \| Steven Lammertink \| Pays-Bas \| LottoNL-Jumbo \| + 14 s \| \| 10e \| Martin Elmiger \| Suisse \| BMC Racing Team \| + 14 s \| |                      |           |                   |              |
| |                      |           |                   |              |
| Source : ProCyclingStats |                      |           |                   |              |
| Classement de l'étape |                      |           |                   |              |
| Coureur | Coureur              | Pays      | Équipe            | Temps        |
| 1er | Rohan Dennis         | Australie | BMC Racing Team   | + 6 min 24 s |
| 2e | Stefan Küng          | Suisse    | BMC Racing Team   | + 8 s        |
| 3e | Matthias Brändle     | Autriche  | Trek-Segafredo    | + 9 s        |
| 4e | Michael Matthews     | Australie | Team Sunweb       | + 9 s        |
| 5e | Tom Dumoulin         | Pays-Bas  | Team Sunweb       | + 9 s        |
| 6e | Jonathan Castroviejo | Espagne   | Movistar Team     | + 11 s       |
| 7e | Lars Boom            | Pays-Bas  | LottoNL-Jumbo     | + 12 s       |
| 8e | Ryan Mullen          | Irlande   | Cannondale-Drapac | + 13 s       |
| 9e | Steven Lammertink    | Pays-Bas  | LottoNL-Jumbo     | + 14 s       |
| 10e | Martin Elmiger       | Suisse    | BMC Racing Team   | + 14 s       |

| \| Classement général \| Classement général \| Classement général \| Classement général \| Classement général \| \| Coureur \| Coureur \| Pays \| Équipe \| Temps \| \| ------------------ \| -------------------- \| ------------------ \| ------------------ \| ------------------ \| \| 1er \| Rohan Dennis \| Australie \| BMC Racing Team \| 6 min 24 s \| \| 2e \| Stefan Küng \| Suisse \| BMC Racing Team \| + 8 s \| \| 3e \| Matthias Brändle \| Autriche \| Trek-Segafredo \| + 9 s \| \| 4e \| Michael Matthews \| Australie \| Team Sunweb \| + 9 s \| \| 5e \| Tom Dumoulin \| Pays-Bas \| Team Sunweb \| + 9 s \| \| 6e \| Jonathan Castroviejo \| Espagne \| Movistar Team \| + 11 s \| \| 7e \| Lars Boom \| Pays-Bas \| LottoNL-Jumbo \| + 12 s \| \| 8e \| Ryan Mullen \| Irlande \| Cannondale-Drapac \| + 13 s \| \| 9e \| Steven Lammertink \| Pays-Bas \| LottoNL-Jumbo \| + 14 s \| \| 10e \| Martin Elmiger \| Suisse \| BMC Racing Team \| + 14 s \| |                      |           |                   |            |
| |                      |           |                   |            |
| Source : ProCyclingStats |                      |           |                   |            |
| Classement général |                      |           |                   |            |
| Coureur | Coureur              | Pays      | Équipe            | Temps      |
| 1er | Rohan Dennis         | Australie | BMC Racing Team   | 6 min 24 s |
| 2e | Stefan Küng          | Suisse    | BMC Racing Team   | + 8 s      |
| 3e | Matthias Brändle     | Autriche  | Trek-Segafredo    | + 9 s      |
| 4e | Michael Matthews     | Australie | Team Sunweb       | + 9 s      |
| 5e | Tom Dumoulin         | Pays-Bas  | Team Sunweb       | + 9 s      |
| 6e | Jonathan Castroviejo | Espagne   | Movistar Team     | + 11 s     |
| 7e | Lars Boom            | Pays-Bas  | LottoNL-Jumbo     | + 12 s     |
| 8e | Ryan Mullen          | Irlande   | Cannondale-Drapac | + 13 s     |
| 9e | Steven Lammertink    | Pays-Bas  | LottoNL-Jumbo     | + 14 s     |
| 10e | Martin Elmiger       | Suisse    | BMC Racing Team   | + 14 s     |

### 1reétape
| Classement | Classement        | Classement       | Classement        | Classement         |
|            | Coureur           | Pays             | Équipe            | Temps              |
| ---------- | ----------------- | ---------------- | ----------------- | ------------------ |
| 1er        | Philippe Gilbert  | Belgique         | Quick-Step Floors | en 4 h 22 min 36 s |
| 2e         | Patrick Bevin     | Nouvelle-Zélande | Cannondale-Drapac | + 0 s              |
| 3e         | Anthony Roux      | France           | FDJ               | + 0 s              |
| 4e         | Michael Albasini  | Suisse           | Orica-Scott       | + 0 s              |
| 5e         | Matteo Trentin    | Italie           | Quick-Step Floors | + 0 s              |
| 6e         | Marcus Burghardt  | Allemagne        | Bora-Hansgrohe    | + 0 s              |
| 7e         | Niccolò Bonifazio | Italie           | Bahrain-Merida    | + 0 s              |
| 8e         | Peter Sagan       | Slovaquie        | Bora-Hansgrohe    | + 0 s              |
| 9e         | Valerio Conti     | Italie           | UAE Emirates      | + 0 s              |
| 10e        | Michael Matthews  | Australie        | Sunweb            | + 0 s              |
| modifier   |                   |                  |                   |                    |

| \| Classement général \| Classement général \| Classement général \| Classement général \| Classement général \| \| Coureur \| Coureur \| Pays \| Équipe \| Temps \| \| ------------------ \| ------------------ \| ------------------ \| ------------------ \| ------------------ \| \| 1er \| Stefan Küng \| Suisse \| BMC Racing Team \| 4 h 29 min 08 s \| \| 2e \| Michael Matthews \| Australie \| Team Sunweb \| + 1 s \| \| 3e \| Tom Dumoulin \| Pays-Bas \| Team Sunweb \| + 1 s \| \| 4e \| Lars Boom \| Pays-Bas \| LottoNL-Jumbo \| + 4 s \| \| 5e \| Peter Sagan \| Slovaquie \| Bora-Hansgrohe \| + 8 s \| \| 6e \| Damiano Caruso \| Italie \| BMC Racing Team \| + 10 s \| \| 7e \| Michael Albasini \| Suisse \| Orica-Scott \| + 11 s \| \| 8e \| Hugo Houle \| Canada \| AG2R La Mondiale \| + 12 s \| \| 9e \| Patrick Bevin \| Nouvelle-Zélande \| Cannondale-Drapac \| + 13 s \| \| 10e \| Matteo Trentin \| Italie \| Quick-Step Floors \| + 14 s \| |                  |                  |                   |                 |
| |                  |                  |                   |                 |
| Source : ProCyclingStats |                  |                  |                   |                 |
| Classement général |                  |                  |                   |                 |
| Coureur | Coureur          | Pays             | Équipe            | Temps           |
| 1er | Stefan Küng      | Suisse           | BMC Racing Team   | 4 h 29 min 08 s |
| 2e | Michael Matthews | Australie        | Team Sunweb       | + 1 s           |
| 3e | Tom Dumoulin     | Pays-Bas         | Team Sunweb       | + 1 s           |
| 4e | Lars Boom        | Pays-Bas         | LottoNL-Jumbo     | + 4 s           |
| 5e | Peter Sagan      | Slovaquie        | Bora-Hansgrohe    | + 8 s           |
| 6e | Damiano Caruso   | Italie           | BMC Racing Team   | + 10 s          |
| 7e | Michael Albasini | Suisse           | Orica-Scott       | + 11 s          |
| 8e | Hugo Houle       | Canada           | AG2R La Mondiale  | + 12 s          |
| 9e | Patrick Bevin    | Nouvelle-Zélande | Cannondale-Drapac | + 13 s          |
| 10e | Matteo Trentin   | Italie           | Quick-Step Floors | + 14 s          |

### 2eétape
| Classement | Classement       | Classement       | Classement        | Classement         |
|            | Coureur          | Pays             | Équipe            | Temps              |
| ---------- | ---------------- | ---------------- | ----------------- | ------------------ |
| 1er        | Michael Matthews | Australie        | Sunweb            | en 3 h 49 min 48 s |
| 2e         | Peter Sagan      | Slovaquie        | Bora-Hansgrohe    | + 0 s              |
| 3e         | John Degenkolb   | Allemagne        | Trek-Segafredo    | + 0 s              |
| 4e         | Tim Wellens      | Belgique         | Lotto-Soudal      | + 0 s              |
| 5e         | Michael Albasini | Suisse           | Orica-Scott       | + 0 s              |
| 6e         | Patrick Bevin    | Nouvelle-Zélande | Cannondale-Drapac | + 0 s              |
| 7e         | Arthur Vichot    | France           | FDJ               | + 0 s              |
| 8e         | Matteo Trentin   | Italie           | Quick-Step Floors | + 0 s              |
| 9e         | Jan Bakelants    | Belgique         | AG2R La Mondiale  | + 0 s              |
| 10e        | Damiano Caruso   | Italie           | BMC Racing        | + 0 s              |
| modifier   |                  |                  |                   |                    |

| \| Classement général \| Classement général \| Classement général \| Classement général \| Classement général \| \| Coureur \| Coureur \| Pays \| Équipe \| Temps \| \| ------------------ \| ------------------ \| ------------------ \| ------------------ \| ------------------ \| \| 1er \| Michael Matthews \| Australie \| Team Sunweb \| 8 h 18 min 47 s \| \| 2e \| Tom Dumoulin \| Pays-Bas \| Team Sunweb \| + 10 s \| \| 3e \| Peter Sagan \| Slovaquie \| Bora-Hansgrohe \| + 11 s \| \| 4e \| Damiano Caruso \| Italie \| BMC Racing Team \| + 19 s \| \| 5e \| Michael Albasini \| Suisse \| Orica-Scott \| + 20 s \| \| 6e \| Patrick Bevin \| Nouvelle-Zélande \| Cannondale-Drapac \| + 22 s \| \| 7e \| Matteo Trentin \| Italie \| Quick-Step Floors \| + 23 s \| \| 8e \| John Degenkolb \| Allemagne \| Trek-Segafredo \| + 24 s \| \| 9e \| Ion Izagirre \| Espagne \| Bahrain-Merida \| + 25 s \| \| 10e \| Marc Soler \| Espagne \| Movistar Team \| + 25 s \| |                  |                  |                   |                 |
| |                  |                  |                   |                 |
| Source : ProCyclingStats |                  |                  |                   |                 |
| Classement général |                  |                  |                   |                 |
| Coureur | Coureur          | Pays             | Équipe            | Temps           |
| 1er | Michael Matthews | Australie        | Team Sunweb       | 8 h 18 min 47 s |
| 2e | Tom Dumoulin     | Pays-Bas         | Team Sunweb       | + 10 s          |
| 3e | Peter Sagan      | Slovaquie        | Bora-Hansgrohe    | + 11 s          |
| 4e | Damiano Caruso   | Italie           | BMC Racing Team   | + 19 s          |
| 5e | Michael Albasini | Suisse           | Orica-Scott       | + 20 s          |
| 6e | Patrick Bevin    | Nouvelle-Zélande | Cannondale-Drapac | + 22 s          |
| 7e | Matteo Trentin   | Italie           | Quick-Step Floors | + 23 s          |
| 8e | John Degenkolb   | Allemagne        | Trek-Segafredo    | + 24 s          |
| 9e | Ion Izagirre     | Espagne          | Bahrain-Merida    | + 25 s          |
| 10e | Marc Soler       | Espagne          | Movistar Team     | + 25 s          |

### 3eétape
| \| Classement de l'étape \| Classement de l'étape \| Classement de l'étape \| Classement de l'étape \| Classement de l'étape \| \| Coureur \| Coureur \| Pays \| Équipe \| Temps \| \| --------------------- \| --------------------- \| --------------------- \| --------------------- \| --------------------- \| \| 1er \| Lawrence Warbasse \| États-Unis \| Aqua Blue Sport \| 3 h 48 min 55 s \| \| 2e \| Damiano Caruso \| Italie \| BMC Racing Team \| + 40 s \| \| 3e \| Steven Kruijswijk \| Pays-Bas \| LottoNL-Jumbo \| + 40 s \| \| 4e \| Simon Špilak \| Slovénie \| Katusha-Alpecin \| + 40 s \| \| 5e \| Domenico Pozzovivo \| Italie \| AG2R La Mondiale \| + 44 s \| \| 6e \| Mathias Frank \| Suisse \| AG2R La Mondiale \| + 47 s \| \| 7e \| Marc Soler \| Espagne \| Movistar Team \| + 59 s \| \| 8e \| Miguel Ángel López \| Colombie \| Astana \| + 1 min 07 s \| \| 9e \| Mikel Nieve \| Espagne \| Team Sky \| + 1 min 20 s \| \| 10e \| Rui Costa \| Portugal \| UAE Team Emirates \| + 1 min 34 s \| |                    |            |                   |                 |
| |                    |            |                   |                 |
| |                    |            |                   |                 |
| Classement de l'étape |                    |            |                   |                 |
| Coureur | Coureur            | Pays       | Équipe            | Temps           |
| 1er | Lawrence Warbasse  | États-Unis | Aqua Blue Sport   | 3 h 48 min 55 s |
| 2e | Damiano Caruso     | Italie     | BMC Racing Team   | + 40 s          |
| 3e | Steven Kruijswijk  | Pays-Bas   | LottoNL-Jumbo     | + 40 s          |
| 4e | Simon Špilak       | Slovénie   | Katusha-Alpecin   | + 40 s          |
| 5e | Domenico Pozzovivo | Italie     | AG2R La Mondiale  | + 44 s          |
| 6e | Mathias Frank      | Suisse     | AG2R La Mondiale  | + 47 s          |
| 7e | Marc Soler         | Espagne    | Movistar Team     | + 59 s          |
| 8e | Miguel Ángel López | Colombie   | Astana            | + 1 min 07 s    |
| 9e | Mikel Nieve        | Espagne    | Team Sky          | + 1 min 20 s    |
| 10e | Rui Costa          | Portugal   | UAE Team Emirates | + 1 min 34 s    |

| \| Classement général \| Classement général \| Classement général \| Classement général \| Classement général \| \| Coureur \| Coureur \| Pays \| Équipe \| Temps \| \| ------------------ \| ------------------ \| ------------------ \| ------------------ \| ------------------ \| \| 1er \| Damiano Caruso \| Italie \| BMC Racing Team \| 12 h 08 min 35 s \| \| 2e \| Steven Kruijswijk \| Pays-Bas \| LottoNL-Jumbo \| + 15 s \| \| 3e \| Domenico Pozzovivo \| Italie \| AG2R La Mondiale \| + 24 s \| \| 4e \| Simon Špilak \| Slovénie \| Katusha-Alpecin \| + 24 s \| \| 5e \| Marc Soler \| Espagne \| Movistar Team \| + 31 s \| \| 6e \| Mathias Frank \| Suisse \| AG2R La Mondiale \| + 33 s \| \| 7e \| Mikel Nieve \| Espagne \| Team Sky \| + 1 min 09 s \| \| 8e \| Rui Costa \| Portugal \| UAE Team Emirates \| + 1 min 10 s \| \| 9e \| Valerio Conti \| Italie \| UAE Team Emirates \| + 1 min 20 s \| \| 10e \| Miguel Ángel López \| Colombie \| Astana \| + 1 min 25 s \| |                    |          |                   |                  |
| |                    |          |                   |                  |
| |                    |          |                   |                  |
| Classement général |                    |          |                   |                  |
| Coureur | Coureur            | Pays     | Équipe            | Temps            |
| 1er | Damiano Caruso     | Italie   | BMC Racing Team   | 12 h 08 min 35 s |
| 2e | Steven Kruijswijk  | Pays-Bas | LottoNL-Jumbo     | + 15 s           |
| 3e | Domenico Pozzovivo | Italie   | AG2R La Mondiale  | + 24 s           |
| 4e | Simon Špilak       | Slovénie | Katusha-Alpecin   | + 24 s           |
| 5e | Marc Soler         | Espagne  | Movistar Team     | + 31 s           |
| 6e | Mathias Frank      | Suisse   | AG2R La Mondiale  | + 33 s           |
| 7e | Mikel Nieve        | Espagne  | Team Sky          | + 1 min 09 s     |
| 8e | Rui Costa          | Portugal | UAE Team Emirates | + 1 min 10 s     |
| 9e | Valerio Conti      | Italie   | UAE Team Emirates | + 1 min 20 s     |
| 10e | Miguel Ángel López | Colombie | Astana            | + 1 min 25 s     |

### 4eétape
| Classement | Classement        | Classement       | Classement        | Classement         |
|            | Coureur           | Pays             | Équipe            | Temps              |
| ---------- | ----------------- | ---------------- | ----------------- | ------------------ |
| 1er        | Peter Sagan       | Slovaquie        | Bora-Hansgrohe    | en 5 h 15 min 50 s |
| 2e         | Michael Albasini  | Suisse           | Orica-Scott       | + 0 s              |
| 3e         | Matteo Trentin    | Italie           | Quick-Step Floors | + 0 s              |
| 4e         | Patrick Bevin     | Nouvelle-Zélande | Cannondale-Drapac | + 0 s              |
| 5e         | Niccolò Bonifazio | Italie           | Bahrain-Merida    | + 0 s              |
| 6e         | Michael Matthews  | Australie        | Sunweb            | + 0 s              |
| 7e         | Sacha Modolo      | Italie           | UAE Emirates      | + 0 s              |
| 8e         | Oscar Gatto       | Italie           | Astana            | + 0 s              |
| 9e         | Aaron Gate        | Nouvelle-Zélande | Aqua Blue Sport   | + 0 s              |
| 10e        | Owain Doull       | Royaume-Uni      | Sky               | + 0 s              |
| modifier   |                   |                  |                   |                    |

| \| Classement général \| Classement général \| Classement général \| Classement général \| Classement général \| \| Coureur \| Coureur \| Pays \| Équipe \| Temps \| \| ------------------ \| ------------------ \| ------------------ \| ------------------ \| ------------------ \| \| 1er \| Damiano Caruso \| Italie \| BMC Racing Team \| 17 h 24 min 24 s \| \| 2e \| Steven Kruijswijk \| Pays-Bas \| LottoNL-Jumbo \| + 16 s \| \| 3e \| Domenico Pozzovivo \| Italie \| AG2R La Mondiale \| + 25 s \| \| 4e \| Simon Špilak \| Slovénie \| Katusha-Alpecin \| + 25 s \| \| 5e \| Marc Soler \| Espagne \| Movistar Team \| + 32 s \| \| 6e \| Mathias Frank \| Suisse \| AG2R La Mondiale \| + 34 s \| \| 7e \| Mikel Nieve \| Espagne \| Team Sky \| + 1 min 10 s \| \| 8e \| Rui Costa \| Portugal \| UAE Team Emirates \| + 1 min 11 s \| \| 9e \| Valerio Conti \| Italie \| UAE Team Emirates \| + 1 min 21 s \| \| 10e \| Tao Geoghegan Hart \| Royaume-Uni \| Team Sky \| + 1 min 38 s \| |                    |             |                   |                  |
| |                    |             |                   |                  |
| |                    |             |                   |                  |
| Classement général |                    |             |                   |                  |
| Coureur | Coureur            | Pays        | Équipe            | Temps            |
| 1er | Damiano Caruso     | Italie      | BMC Racing Team   | 17 h 24 min 24 s |
| 2e | Steven Kruijswijk  | Pays-Bas    | LottoNL-Jumbo     | + 16 s           |
| 3e | Domenico Pozzovivo | Italie      | AG2R La Mondiale  | + 25 s           |
| 4e | Simon Špilak       | Slovénie    | Katusha-Alpecin   | + 25 s           |
| 5e | Marc Soler         | Espagne     | Movistar Team     | + 32 s           |
| 6e | Mathias Frank      | Suisse      | AG2R La Mondiale  | + 34 s           |
| 7e | Mikel Nieve        | Espagne     | Team Sky          | + 1 min 10 s     |
| 8e | Rui Costa          | Portugal    | UAE Team Emirates | + 1 min 11 s     |
| 9e | Valerio Conti      | Italie      | UAE Team Emirates | + 1 min 21 s     |
| 10e | Tao Geoghegan Hart | Royaume-Uni | Team Sky          | + 1 min 38 s     |

### 5eétape
Domenico Pozzovivo va rejoindre sous la bannière des dix derniers kilomètres Michael Woods lequel était dans l'échappée.
| \| Classement de l'étape \| Classement de l'étape \| Classement de l'étape \| Classement de l'étape \| Classement de l'étape \| \| Coureur \| Coureur \| Pays \| Équipe \| Temps \| \| --------------------- \| --------------------- \| --------------------- \| --------------------- \| --------------------- \| \| 1er \| Domenico Pozzovivo \| Italie \| AG2R La Mondiale \| 4 h 38 min 49 s \| \| 2e \| Rui Costa \| Portugal \| UAE Team Emirates \| + 4 s \| \| 3e \| Ion Izagirre \| Espagne \| Bahrain-Merida \| + 4 s \| \| 4e \| Mathias Frank \| Suisse \| AG2R La Mondiale \| + 4 s \| \| 5e \| Simon Špilak \| Slovénie \| Katusha-Alpecin \| + 12 s \| \| 6e \| Steven Kruijswijk \| Pays-Bas \| LottoNL-Jumbo \| + 12 s \| \| 7e \| Damiano Caruso \| Italie \| BMC Racing Team \| + 15 s \| \| 8e \| Pello Bilbao \| Espagne \| Astana \| + 18 s \| \| 9e \| Marc Soler \| Espagne \| Movistar Team \| + 18 s \| \| 10e \| Michael Woods \| Canada \| Cannondale-Drapac \| + 21 s \| |                    |          |                   |                 |
| |                    |          |                   |                 |
| |                    |          |                   |                 |
| Classement de l'étape |                    |          |                   |                 |
| Coureur | Coureur            | Pays     | Équipe            | Temps           |
| 1er | Domenico Pozzovivo | Italie   | AG2R La Mondiale  | 4 h 38 min 49 s |
| 2e | Rui Costa          | Portugal | UAE Team Emirates | + 4 s           |
| 3e | Ion Izagirre       | Espagne  | Bahrain-Merida    | + 4 s           |
| 4e | Mathias Frank      | Suisse   | AG2R La Mondiale  | + 4 s           |
| 5e | Simon Špilak       | Slovénie | Katusha-Alpecin   | + 12 s          |
| 6e | Steven Kruijswijk  | Pays-Bas | LottoNL-Jumbo     | + 12 s          |
| 7e | Damiano Caruso     | Italie   | BMC Racing Team   | + 15 s          |
| 8e | Pello Bilbao       | Espagne  | Astana            | + 18 s          |
| 9e | Marc Soler         | Espagne  | Movistar Team     | + 18 s          |
| 10e | Michael Woods      | Canada   | Cannondale-Drapac | + 21 s          |

| \| Classement général \| Classement général \| Classement général \| Classement général \| Classement général \| \| Coureur \| Coureur \| Pays \| Équipe \| Temps \| \| ------------------ \| ------------------ \| ------------------ \| ------------------ \| ------------------ \| \| 1er \| Domenico Pozzovivo \| Italie \| AG2R La Mondiale \| 22 h 03 min 28 s \| \| 2e \| Damiano Caruso \| Italie \| BMC Racing Team \| + 0 s \| \| 3e \| Steven Kruijswijk \| Pays-Bas \| LottoNL-Jumbo \| + 13 s \| \| 4e \| Simon Špilak \| Slovénie \| Katusha-Alpecin \| + 22 s \| \| 5e \| Mathias Frank \| Suisse \| AG2R La Mondiale \| + 23 s \| \| 6e \| Marc Soler \| Espagne \| Movistar Team \| + 35 s \| \| 7e \| Rui Costa \| Portugal \| UAE Team Emirates \| + 54 s \| \| 8e \| Mikel Nieve \| Espagne \| Team Sky \| + 1 min 19 s \| \| 9e \| Pello Bilbao \| Espagne \| Astana \| + 1 min 42 s \| \| 10e \| Valerio Conti \| Italie \| UAE Team Emirates \| + 3 min 02 s \| |                    |          |                   |                  |
| |                    |          |                   |                  |
| |                    |          |                   |                  |
| Classement général |                    |          |                   |                  |
| Coureur | Coureur            | Pays     | Équipe            | Temps            |
| 1er | Domenico Pozzovivo | Italie   | AG2R La Mondiale  | 22 h 03 min 28 s |
| 2e | Damiano Caruso     | Italie   | BMC Racing Team   | + 0 s            |
| 3e | Steven Kruijswijk  | Pays-Bas | LottoNL-Jumbo     | + 13 s           |
| 4e | Simon Špilak       | Slovénie | Katusha-Alpecin   | + 22 s           |
| 5e | Mathias Frank      | Suisse   | AG2R La Mondiale  | + 23 s           |
| 6e | Marc Soler         | Espagne  | Movistar Team     | + 35 s           |
| 7e | Rui Costa          | Portugal | UAE Team Emirates | + 54 s           |
| 8e | Mikel Nieve        | Espagne  | Team Sky          | + 1 min 19 s     |
| 9e | Pello Bilbao       | Espagne  | Astana            | + 1 min 42 s     |
| 10e | Valerio Conti      | Italie   | UAE Team Emirates | + 3 min 02 s     |

### 6eétape
| \| Classement de l'étape \| Classement de l'étape \| Classement de l'étape \| Classement de l'étape \| Classement de l'étape \| \| Coureur \| Coureur \| Pays \| Équipe \| Temps \| \| --------------------- \| --------------------- \| --------------------- \| --------------------- \| --------------------- \| \| 1er \| Simon Špilak \| Slovénie \| Katusha-Alpecin \| 3 h 58 min 36 s \| \| 2e \| Ion Izagirre \| Espagne \| Bahrain-Merida \| + 22 s \| \| 3e \| Joe Dombrowski \| États-Unis \| Cannondale-Drapac \| + 36 s \| \| 4e \| Damiano Caruso \| Italie \| BMC Racing Team \| + 1 min 04 s \| \| 5e \| Steven Kruijswijk \| Pays-Bas \| LottoNL-Jumbo \| + 1 min 04 s \| \| 6e \| Jan Hirt \| Tchéquie \| CCC Sprandi Polkowice \| + 1 min 07 s \| \| 7e \| Rein Taaramäe \| Estonie \| Katusha-Alpecin \| + 1 min 33 s \| \| 8e \| Mikel Nieve \| Espagne \| Team Sky \| + 1 min 47 s \| \| 9e \| Rui Costa \| Portugal \| UAE Team Emirates \| + 1 min 53 s \| \| 10e \| Pello Bilbao \| Espagne \| Astana \| + 2 min 40 s \| |                   |            |                       |                 |
| |                   |            |                       |                 |
| |                   |            |                       |                 |
| Classement de l'étape |                   |            |                       |                 |
| Coureur | Coureur           | Pays       | Équipe                | Temps           |
| 1er | Simon Špilak      | Slovénie   | Katusha-Alpecin       | 3 h 58 min 36 s |
| 2e | Ion Izagirre      | Espagne    | Bahrain-Merida        | + 22 s          |
| 3e | Joe Dombrowski    | États-Unis | Cannondale-Drapac     | + 36 s          |
| 4e | Damiano Caruso    | Italie     | BMC Racing Team       | + 1 min 04 s    |
| 5e | Steven Kruijswijk | Pays-Bas   | LottoNL-Jumbo         | + 1 min 04 s    |
| 6e | Jan Hirt          | Tchéquie   | CCC Sprandi Polkowice | + 1 min 07 s    |
| 7e | Rein Taaramäe     | Estonie    | Katusha-Alpecin       | + 1 min 33 s    |
| 8e | Mikel Nieve       | Espagne    | Team Sky              | + 1 min 47 s    |
| 9e | Rui Costa         | Portugal   | UAE Team Emirates     | + 1 min 53 s    |
| 10e | Pello Bilbao      | Espagne    | Astana                | + 2 min 40 s    |

| \| Classement général \| Classement général \| Classement général \| Classement général \| Classement général \| \| Coureur \| Coureur \| Pays \| Équipe \| Temps \| \| ------------------ \| ------------------ \| ------------------ \| ------------------ \| ------------------ \| \| 1er \| Simon Špilak \| Slovénie \| Katusha-Alpecin \| 26 h 02 min 16 s \| \| 2e \| Damiano Caruso \| Italie \| BMC Racing Team \| + 52 s \| \| 3e \| Steven Kruijswijk \| Pays-Bas \| LottoNL-Jumbo \| + 1 min 05 s \| \| 4e \| Domenico Pozzovivo \| Italie \| AG2R La Mondiale \| + 2 min 28 s \| \| 5e \| Rui Costa \| Portugal \| UAE Team Emirates \| + 2 min 35 s \| \| 6e \| Mathias Frank \| Suisse \| AG2R La Mondiale \| + 2 min 51 s \| \| 7e \| Mikel Nieve \| Espagne \| Team Sky \| + 2 min 54 s \| \| 8e \| Ion Izagirre \| Espagne \| Bahrain-Merida \| + 3 min 51 s \| \| 9e \| Marc Soler \| Espagne \| Movistar Team \| + 4 min 07 s \| \| 10e \| Pello Bilbao \| Espagne \| Astana \| + 4 min 10 s \| |                    |          |                   |                  |
| |                    |          |                   |                  |
| |                    |          |                   |                  |
| Classement général |                    |          |                   |                  |
| Coureur | Coureur            | Pays     | Équipe            | Temps            |
| 1er | Simon Špilak       | Slovénie | Katusha-Alpecin   | 26 h 02 min 16 s |
| 2e | Damiano Caruso     | Italie   | BMC Racing Team   | + 52 s           |
| 3e | Steven Kruijswijk  | Pays-Bas | LottoNL-Jumbo     | + 1 min 05 s     |
| 4e | Domenico Pozzovivo | Italie   | AG2R La Mondiale  | + 2 min 28 s     |
| 5e | Rui Costa          | Portugal | UAE Team Emirates | + 2 min 35 s     |
| 6e | Mathias Frank      | Suisse   | AG2R La Mondiale  | + 2 min 51 s     |
| 7e | Mikel Nieve        | Espagne  | Team Sky          | + 2 min 54 s     |
| 8e | Ion Izagirre       | Espagne  | Bahrain-Merida    | + 3 min 51 s     |
| 9e | Marc Soler         | Espagne  | Movistar Team     | + 4 min 07 s     |
| 10e | Pello Bilbao       | Espagne  | Astana            | + 4 min 10 s     |

### 7eétape
| Classement | Classement          | Classement | Classement        | Classement         |
|            | Coureur             | Pays       | Équipe            | Temps              |
| ---------- | ------------------- | ---------- | ----------------- | ------------------ |
| 1er        | Peter Sagan         | Slovaquie  | Bora-Hansgrohe    | en 1 h 57 min 34 s |
| 2e         | Sacha Modolo        | Italie     | UAE Emirates      | + 0 s              |
| 3e         | Matteo Trentin      | Italie     | Quick-Step Floors | + 0 s              |
| 4e         | Magnus Cort Nielsen | Danemark   | Orica-Scott       | + 0 s              |
| 5e         | Niccolò Bonifazio   | Italie     | Bahrain-Merida    | + 0 s              |
| 6e         | Michael Matthews    | Australie  | Sunweb            | + 0 s              |
| 7e         | John Degenkolb      | Allemagne  | Trek-Segafredo    | + 0 s              |
| 8e         | Oscar Gatto         | Italie     | Astana            | + 0 s              |
| 9e         | Kévin Réza          | France     | FDJ               | + 0 s              |
| 10e        | Salvatore Puccio    | Italie     | Sky               | + 0 s              |
| modifier   |                     |            |                   |                    |

| \| Classement général \| Classement général \| Classement général \| Classement général \| Classement général \| \| Coureur \| Coureur \| Pays \| Équipe \| Temps \| \| ------------------ \| ------------------ \| ------------------ \| ------------------ \| ------------------ \| \| 1er \| Simon Špilak \| Slovénie \| Katusha-Alpecin \| 27 h 59 min 50 s \| \| 2e \| Damiano Caruso \| Italie \| BMC Racing Team \| + 52 s \| \| 3e \| Steven Kruijswijk \| Pays-Bas \| LottoNL-Jumbo \| + 1 min 05 s \| \| 4e \| Domenico Pozzovivo \| Italie \| AG2R La Mondiale \| + 2 min 28 s \| \| 5e \| Rui Costa \| Portugal \| UAE Team Emirates \| + 2 min 35 s \| \| 6e \| Mathias Frank \| Suisse \| AG2R La Mondiale \| + 2 min 51 s \| \| 7e \| Mikel Nieve \| Espagne \| Team Sky \| + 2 min 54 s \| \| 8e \| Ion Izagirre \| Espagne \| Bahrain-Merida \| + 3 min 51 s \| \| 9e \| Marc Soler \| Espagne \| Movistar Team \| + 4 min 07 s \| \| 10e \| Pello Bilbao \| Espagne \| Astana \| + 4 min 10 s \| |                    |          |                   |                  |
| |                    |          |                   |                  |
| |                    |          |                   |                  |
| Classement général |                    |          |                   |                  |
| Coureur | Coureur            | Pays     | Équipe            | Temps            |
| 1er | Simon Špilak       | Slovénie | Katusha-Alpecin   | 27 h 59 min 50 s |
| 2e | Damiano Caruso     | Italie   | BMC Racing Team   | + 52 s           |
| 3e | Steven Kruijswijk  | Pays-Bas | LottoNL-Jumbo     | + 1 min 05 s     |
| 4e | Domenico Pozzovivo | Italie   | AG2R La Mondiale  | + 2 min 28 s     |
| 5e | Rui Costa          | Portugal | UAE Team Emirates | + 2 min 35 s     |
| 6e | Mathias Frank      | Suisse   | AG2R La Mondiale  | + 2 min 51 s     |
| 7e | Mikel Nieve        | Espagne  | Team Sky          | + 2 min 54 s     |
| 8e | Ion Izagirre       | Espagne  | Bahrain-Merida    | + 3 min 51 s     |
| 9e | Marc Soler         | Espagne  | Movistar Team     | + 4 min 07 s     |
| 10e | Pello Bilbao       | Espagne  | Astana            | + 4 min 10 s     |

### 8eétape
| Classement de l'étape | Classement de l'étape | Classement de l'étape | Classement de l'étape | Classement de l'étape |
|                       | Coureur               | Pays                  | Équipe                | Temps                 |
| --------------------- | --------------------- | --------------------- | --------------------- | --------------------- |
| 1er                   | Rohan Dennis          | Australie             | BMC Racing            | en 36 min 30 s        |
| 2e                    | Stefan Küng           | Suisse                | BMC Racing            | + 29 s                |
| 3e                    | Damiano Caruso        | Italie                | BMC Racing            | + 47 s                |
| 4e                    | Ion Izagirre          | Espagne               | Bahrain-Merida        | + 51 s                |
| 5e                    | Simon Špilak          | Slovénie              | Katusha-Alpecin       | + 51 s                |
| 6e                    | Steven Kruijswijk     | Pays-Bas              | Lotto NL-Jumbo        | + 54 s                |
| 7e                    | Marc Soler            | Espagne               | Movistar              | + 58 s                |
| 8e                    | Domenico Pozzovivo    | Italie                | AG2R La Mondiale      | + 1 min               |
| 9e                    | Tejay van Garderen    | États-Unis            | BMC Racing            | + 1 min 2 s           |
| 10e                   | Patrick Bevin         | Nouvelle-Zélande      | Cannondale-Drapac     | + 1 min 4 s           |
| modifier              |                       |                       |                       |                       |

## Classements finals

### Classement général final
| Classement final | Classement final   | Classement final | Classement final | Classement final    |
|                  | Coureur            | Pays             | Équipe           | Temps               |
| ---------------- | ------------------ | ---------------- | ---------------- | ------------------- |
| 1er              | Simon Špilak       | Slovénie         | Katusha-Alpecin  | en 28 h 37 min 11 s |
| 2e               | Damiano Caruso     | Italie           | BMC Racing       | + 48 s              |
| 3e               | Steven Kruijswijk  | Pays-Bas         | Lotto NL-Jumbo   | + 1 min 8 s         |
| 4e               | Domenico Pozzovivo | Italie           | AG2R La Mondiale | + 2 min 37 s        |
| 5e               | Rui Costa          | Portugal         | UAE Emirates     | + 3 min 9 s         |
| 6e               | Ion Izagirre       | Espagne          | Bahrain-Merida   | + 3 min 51 s        |
| 7e               | Mathias Frank      | Suisse           | AG2R La Mondiale | + 4 min             |
| 8e               | Marc Soler         | Espagne          | Movistar         | + 4 min 14 s        |
| 9e               | Mikel Nieve        | Espagne          | Sky              | + 4 min 47 s        |
| 10e              | Pello Bilbao       | Espagne          | Astana           | + 5 min 30 s        |
| modifier         |                    |                  |                  |                     |

## UCI World Tour
Le barème des points du classement World Tour sur ce Tour de Suisse est le suivant :
| Position           | 1er | 2e  | 3e  | 4e  | 5e  | 6e  | 7e  | 8e  | 9e  | 10e | 11e | 12e | 13e | 14e | 15e | 16e | 17e | 18e | 19e | 20e | 21e à 25e | 26e à 30e | 31e à 40e | 41e à 50e | 51e à 55e | 56e à 60e |
| ------------------ | --- | --- | --- | --- | --- | --- | --- | --- | --- | --- | --- | --- | --- | --- | --- | --- | --- | --- | --- | --- | --------- | --------- | --------- | --------- | --------- | --------- |
| Classement général | 500 | 400 | 325 | 275 | 225 | 175 | 150 | 125 | 100 | 85  | 70  | 60  | 50  | 40  | 35  | 30  | 30  | 30  | 30  | 30  | 20        | 20        | 10        | 10        | 5         | 3         |
| Par étapes         | 60  | 25  | 10  |     |     |     |     |     |     |     |     |     |     |     |     |     |     |     |     |     |           |           |           |           |           |           |
| Leader par étapes  | 10  |     |     |     |     |     |     |     |     |     |     |     |     |     |     |     |     |     |     |     |           |           |           |           |           |           |

| #  | Coureur            | Équipe           | Points |
| -- | ------------------ | ---------------- | ------ |
| 1  | Simon Špilak       | Katusha-Alpecin  | 580    |
| 2  | Damiano Caruso     | BMC Racing       | 455    |
| 3  | Domenico Pozzovivo | AG2R La Mondiale | 345    |
| 4  | Steven Kruijswijk  | Lotto NL-Jumbo   | 335    |
| 5  | Rui Costa          | UAE Emirates     | 250    |
| 6  | Ion Izagirre       | Bahrain-Merida   | 210    |
| 7  | Mathias Frank      | AG2R La Mondiale | 150    |
| 8  | Peter Sagan        | Bora-Hansgrohe   | 145    |
| 9  | Rohan Dennis       | BMC Racing       | 130    |
| 10 | Marc Soler         | Movistar         | 125    |

| Suite du classement (11-56) | Suite du classement (11-56) | Suite du classement (11-56) | Suite du classement (11-56) |
| --------------------------- | --------------------------- | --------------------------- | --------------------------- |
| #                           | Coureur                     | Équipe                      | Points                      |
| 11                          | Mikel Nieve                 | Sky                         | 100                         |
| 12                          | Peio Bilbao                 | Astana                      | 85                          |
| 13                          | Philippe Gilbert            | Quick-Step Floors           | 80                          |
| 14                          | Michael Matthews            | Sunweb                      | 73                          |
| 15                          | Víctor de la Parte          | Movistar                    | 70                          |
| 16                          | Stefan Küng                 | BMC Racing                  | 65                          |
| 17                          | Valerio Conti               | UAE Emirates                | 60                          |
| 18                          | Patrick Konrad              | Bora-Hansgrohe              | 50                          |
| 19                          | Tao Geoghegan Hart          | Sky                         | 40                          |
| 20                          | Merhawi Kudus               | Dimension Data              | 35                          |
| -                           | Patrick Bevin               | Cannondale-Drapac           | 35                          |
| 22                          | Carlos Verona               | Orica-Scott                 | 30                          |
| -                           | Carlos Betancur             | Movistar                    | 30                          |
| -                           | Jan Bakelants               | AG2R La Mondiale            | 30                          |
| -                           | Ondřej Cink                 | Bahrain-Merida              | 30                          |
| -                           | Matvey Mamykin              | Katusha-Alpecin             | 30                          |
| 27                          | Michael Albasini            | Orica-Scott                 | 25                          |
| -                           | Sacha Modolo                | UAE Emirates                | 25                          |
| 29                          | Matteo Trentin              | Quick-Step Floors           | 20                          |
| -                           | Odd Christian Eiking        | FDJ                         | 20                          |
| -                           | Maxime Monfort              | Lotto-Soudal                | 20                          |
| -                           | Tsgabu Grmay                | Bahrain-Merida              | 20                          |
| -                           | Michael Woods               | Cannondale-Drapac           | 20                          |
| -                           | Daan Olivier                | Lotto NL-Jumbo              | 20                          |
| -                           | Mekseb Debesay              | Dimension Data              | 20                          |
| -                           | Michael Schär               | BMC Racing                  | 20                          |
| -                           | Joe Dombrowski              | Cannondale-Drapac           | 20                          |
| -                           | Anthony Roux                | FDJ                         | 20                          |
| 39                          | Matthias Brändle            | Trek-Segafredo              | 10                          |
| -                           | John Degenkolb              | Trek-Segafredo              | 10                          |
| -                           | Fabio Felline               | Trek-Segafredo              | 10                          |
| -                           | Sebastián Henao             | Sky                         | 10                          |
| -                           | Tejay van Garderen          | BMC Racing                  | 10                          |
| -                           | Koen de Kort                | Trek-Segafredo              | 10                          |
| -                           | Nélson Oliveira             | Movistar                    | 10                          |
| -                           | Alberto Losada              | Katusha-Alpecin             | 10                          |
| -                           | Arthur Vichot               | FDJ                         | 10                          |
| -                           | Hugo Houle                  | AG2R La Mondiale            | 10                          |
| -                           | Darwin Atapuma              | UAE Emirates                | 10                          |
| -                           | Simone Petilli              | UAE Emirates                | 10                          |
| -                           | Tomasz Marczyński           | Lotto-Soudal                | 10                          |
| -                           | Greg Van Avermaet           | BMC Racing                  | 10                          |
| -                           | Jay McCarthy                | Bora-Hansgrohe              | 10                          |
| -                           | Enrico Gasparotto           | Bahrain-Merida              | 10                          |
| 55                          | Paul Martens                | Lotto NL-Jumbo              | 5                           |
| 56                          | Hugh Carthy                 | Cannondale-Drapac           | 3                           |
| -                           | Antonio Pedrero             | Movistar                    | 3                           |
| -                           | Matej Mohorič               | UAE Emirates                | 3                           |

## Évolution des classements
| Étape              | Vainqueur          | Classement général | Classement par points | Classement de la montagne | Classement du meilleur Suisse | Classement par équipes |
| ------------------ | ------------------ | ------------------ | --------------------- | ------------------------- | ----------------------------- | ---------------------- |
| Prologue           | Rohan Dennis       | Rohan Dennis       | Rohan Dennis          | Non décerné               | Stefan Küng                   | BMC Racing             |
| 1                  | Philippe Gilbert   | Stefan Küng        | Nicolas Dougall       | Lasse Norman Hansen       | Stefan Küng                   | BMC Racing             |
| 2                  | Michael Matthews   | Michael Matthews   | Michael Matthews      | Lasse Norman Hansen       | Michael Albasini              | Sunweb                 |
| 3                  | Larry Warbasse     | Damiano Caruso     | Michael Matthews      | Lasse Norman Hansen       | Mathias Frank                 | AG2R La Mondiale       |
| 4                  | Peter Sagan        | Damiano Caruso     | Peter Sagan           | Lasse Norman Hansen       | Mathias Frank                 | AG2R La Mondiale       |
| 5                  | Domenico Pozzovivo | Domenico Pozzovivo | Peter Sagan           | Lasse Norman Hansen       | Mathias Frank                 | AG2R La Mondiale       |
| 6                  | Simon Spilak       | Simon Spilak       | Peter Sagan           | Lasse Norman Hansen       | Mathias Frank                 | AG2R La Mondiale       |
| 7                  | Peter Sagan        | Simon Spilak       | Peter Sagan           | Lasse Norman Hansen       | Mathias Frank                 | AG2R La Mondiale       |
| 8                  | Rohan Dennis       | Simon Spilak       | Peter Sagan           | Lasse Norman Hansen       | Mathias Frank                 | AG2R La Mondiale       |
| Classements finals | Classements finals | Simon Spilak       | Peter Sagan           | Lasse Norman Hansen       | Mathias Frank                 | AG2R La Mondiale       |

## Liste des participants
- Liste de départ complète

| Légende                             | Légende                                                                                                  | Légende                                 | Légende                                                                                         |
| ----------------------------------- | --- | --------------------------------------- | ----------------------------------------------------------------------------------------------- |
| Num                                 | Dossard de départ porté par le coureur sur ce Tour de Suisse                                             | Pos                                     | Position finale au classement général                                                           |
| Leader du classement général        | Indique le vainqueur du classement général                                                               | Leader du classement par points         | Indique le vainqueur du classement par points                                                   |
| Leader du classement de la montagne | Indique le vainqueur du classement de la montagne                                                        | Leader du classement du meilleur Suisse | Indique le vainqueur du classement du meilleur Suisse                                           |
|                                     | Indique un maillot de champion national ou mondial, suivi de sa spécialité                               | #                                       | Indique la meilleure équipe                                                                     |
| NP                                  | Indique un coureur qui n'a pas pris le départ d'une étape, suivi du numéro de l'étape où il s'est retiré | AB                                      | Indique un coureur qui n'a pas terminé une étape, suivi du numéro de l'étape où il s'est retiré |
| HD                                  | Indique un coureur qui a terminé une étape hors des délais, suivi du numéro de l'étape                   |                                         |                                                                                                 |

| Astana AST                                          | Astana AST               | Astana AST |
| --------------------------------------------------- | ------------------------ | ---------- |
| Num                                                 | Coureur                  | Pos        |
| 1                                                   | Miguel Ángel López (COL) | AB-4       |
| 2                                                   | Peio Bilbao (ESP)        |            |
| 3                                                   | Matti Breschel (DEN)     | AB-5       |
| 4                                                   | Daniil Fominykh (KAZ)    |            |
| 5                                                   | Oscar Gatto (ITA)        |            |
| 6                                                   | Dmitriy Gruzdev (KAZ)    |            |
| 7                                                   | Arman Kamyshev (KAZ)     |            |
| 8                                                   | Jesper Hansen (DEN)      | NP-4       |
| Directeurs sportifs : Dimitri Sedun, Stefano Zanini |                          |            |

| BMC Racing BMC                                             | BMC Racing BMC           | BMC Racing BMC |
| ---------------------------------------------------------- | ------------------------ | -------------- |
| Num                                                        | Coureur                  | Pos            |
| 11                                                         | Greg Van Avermaet (BEL)  |                |
| 12                                                         | Damiano Caruso (ITA)     |                |
| 13                                                         | Rohan Dennis (AUS)       |                |
| 14                                                         | Tejay van Garderen (USA) |                |
| 15                                                         | Martin Elmiger (SUI)     |                |
| 16                                                         | Stefan Küng (SUI)        |                |
| 17                                                         | Daniel Oss (BEL)         |                |
| 18                                                         | Michael Schär (SUI)      |                |
| Directeurs sportifs : Jackson Stewart, Maximilian Sciandri |                          |                |

| AG2R La Mondiale ALM                                  | AG2R La Mondiale ALM     | AG2R La Mondiale ALM |
| ----------------------------------------------------- | ------------------------ | -------------------- |
| Num                                                   | Coureur                  | Pos                  |
| 21                                                    | Mathias Frank (SUI)      |                      |
| 22                                                    | Jan Bakelants (BEL)      |                      |
| 23                                                    | Gediminas Bagdonas (LTU) |                      |
| 24                                                    | Alexis Gougeard (FRA)    | AB-5                 |
| 25                                                    | Sondre Holst Enger (NOR) | HD-8                 |
| 26                                                    | Hugo Houle (CAN)         |                      |
| 27                                                    | Nico Denz (GER)          |                      |
| 28                                                    | Domenico Pozzovivo (ITA) |                      |
| Directeurs sportifs : Artūras Kasputis, Didier Jannel |                          |                      |

| Bora-Hansgrohe BOH                              | Bora-Hansgrohe BOH     | Bora-Hansgrohe BOH |
| ----------------------------------------------- | ---------------------- | ------------------ |
| Num                                             | Coureur                | Pos                |
| 31                                              | Peter Sagan (SVK)      |                    |
| 32                                              | Jan Bárta (CZE)        |                    |
| 33                                              | Maciej Bodnar (POL)    |                    |
| 34                                              | Marcus Burghardt (GER) |                    |
| 35                                              | Patrick Konrad (AUT)   |                    |
| 36                                              | Michal Kolář (SVK)     |                    |
| 37                                              | Jay McCarthy (AUS)     |                    |
| 38                                              | Juraj Sagan (SVK)      |                    |
| Directeurs sportifs : André Schulze, Ján Valach |                        |                    |

| Cannondale-Drapac CDT                             | Cannondale-Drapac CDT | Cannondale-Drapac CDT |
| ------------------------------------------------- | --------------------- | --------------------- |
| Num                                               | Coureur               | Pos                   |
| 41                                                | Joe Dombrowski (USA)  |                       |
| 42                                                | Hugh Carthy (GBR)     |                       |
| 43                                                | Lawson Craddock (USA) | AB-3                  |
| 44                                                | Ryan Mullen (IRL)     |                       |
| 45                                                | Taylor Phinney (USA)  |                       |
| 46                                                | Sep Vanmarcke (BEL)   |                       |
| 47                                                | Patrick Bevin (NZL)   |                       |
| 48                                                | Michael Woods (CAN)   |                       |
| Directeurs sportifs : Fabrizio Guidi, Tom Southam |                       |                       |

| Dimension Data DDD                                     | Dimension Data DDD                | Dimension Data DDD |
| ------------------------------------------------------ | --------------------------------- | ------------------ |
| Num                                                    | Coureur                           | Pos                |
| 51                                                     | Lachlan Morton (AUS)              |                    |
| 52                                                     | Reinardt Janse van Rensburg (RSA) | AB-3               |
| 53                                                     | Nicolas Dougall (RSA)             |                    |
| 54                                                     | Merhawi Kudus (ERI)               |                    |
| 55                                                     | Jacobus Venter (RSA)              |                    |
| 56                                                     | Mekseb Debesay (ERI)              |                    |
| 57                                                     | Benjamin King (USA)               |                    |
| 58                                                     | Tyler Farrar (USA)                | AB-5               |
| Directeurs sportifs : Bingen Fernández, Oliver Cookson |                                   |                    |

| FDJ                                                | FDJ                         | FDJ  |
| -------------------------------------------------- | --------------------------- | ---- |
| Num                                                | Coureur                     | Pos  |
| 61                                                 | Sébastien Reichenbach (SUI) | NP-3 |
| 62                                                 | Odd Christian Eiking (NOR)  |      |
| 63                                                 | Daniel Hoelgaard (NOR)      |      |
| 64                                                 | Steve Morabito (SUI)        | NP-6 |
| 65                                                 | Cédric Pineau (FRA)         |      |
| 66                                                 | Kévin Réza (FRA)            |      |
| 67                                                 | Anthony Roux (FRA)          |      |
| 68                                                 | Arthur Vichot (FRA)         |      |
| Directeurs sportifs : Yvon Madiot, Jussi Veikkanen |                             |      |

| Katusha-Alpecin KAT                                     | Katusha-Alpecin KAT       | Katusha-Alpecin KAT |
| ------------------------------------------------------- | ------------------------- | ------------------- |
| Num                                                     | Coureur                   | Pos                 |
| 71                                                      | Simon Špilak (SLO)        |                     |
| 72                                                      | Reto Hollenstein (SUI)    |                     |
| 73                                                      | Alberto Losada (ESP)      |                     |
| 74                                                      | Matvey Mamykin (RUS)      |                     |
| 75                                                      | Baptiste Planckaert (BEL) |                     |
| 76                                                      | Marco Haller (AUT)        |                     |
| 77                                                      | Jhonatan Restrepo (COL)   |                     |
| 78                                                      | Rein Taaramäe (EST)       |                     |
| Directeurs sportifs : Claudio Cozzi, Guennadi Mikhailov |                           |                     |

| Lotto-Soudal LTS                                    | Lotto-Soudal LTS        | Lotto-Soudal LTS |
| --------------------------------------------------- | ----------------------- | ---------------- |
| Num                                                 | Coureur                 | Pos              |
| 81                                                  | Tim Wellens (BEL)       |                  |
| 82                                                  | Nikolas Maes (BEL)      |                  |
| 83                                                  | Bart De Clercq (BEL)    | AB-6             |
| 84                                                  | Tomasz Marczyński (POL) |                  |
| 85                                                  | Maxime Monfort (BEL)    |                  |
| 86                                                  | Jürgen Roelandts (BEL)  | AB-8             |
| 87                                                  | Louis Vervaeke (BEL)    |                  |
| 88                                                  | Jelle Wallays (BEL)     |                  |
| Directeurs sportifs : Mario Aerts, Frederik Willems |                         |                  |

| Movistar MOV                                                | Movistar MOV               | Movistar MOV |
| ----------------------------------------------------------- | -------------------------- | ------------ |
| Num                                                         | Coureur                    | Pos          |
| 91                                                          | Jonathan Castroviejo (ESP) | AB-4         |
| 92                                                          | Carlos Betancur (COL)      |              |
| 93                                                          | Víctor de la Parte (ESP)   |              |
| 94                                                          | Alex Dowsett (GBR)         | AB-5         |
| 95                                                          | Antonio Pedrero (ESP)      |              |
| 96                                                          | Dayer Quintana (COL)       |              |
| 97                                                          | Marc Soler (ESP)           |              |
| 98                                                          | Nélson Oliveira (POR)      |              |
| Directeurs sportifs : José Luis Jaimerena, José Luis Laguía |                            |              |

| Orica-Scott ORS                                 | Orica-Scott ORS           | Orica-Scott ORS |
| ----------------------------------------------- | ------------------------- | --------------- |
| Num                                             | Coureur                   | Pos             |
| 101                                             | Michael Albasini (SUI)    |                 |
| 102                                             | Luke Durbridge (AUS)      | AB-4            |
| 103                                             | Robert Power (AUS)        |                 |
| 104                                             | Magnus Cort Nielsen (DEN) |                 |
| 105                                             | Rubén Plaza (ESP)         | AB-4            |
| 106                                             | Carlos Verona (ESP)       |                 |
| 107                                             | Sam Bewley (NZL)          |                 |
| 108                                             | Mathew Hayman (AUS)       | AB-8            |
| Directeurs sportifs : Neil Stephens, Gene Bates |                           |                 |

| Quick-Step Floors QST                                 | Quick-Step Floors QST    | Quick-Step Floors QST |
| ----------------------------------------------------- | ------------------------ | --------------------- |
| Num                                                   | Coureur                  | Pos                   |
| 111                                                   | Philippe Gilbert (BEL)   |                       |
| 112                                                   | Jack Bauer (NZL)         |                       |
| 113                                                   | Gianluca Brambilla (ITA) | AB-8                  |
| 114                                                   | David de la Cruz (ESP)   | AB-7                  |
| 115                                                   | Davide Martinelli (ITA)  | NP-3                  |
| 116                                                   | Yves Lampaert (BEL)      |                       |
| 117                                                   | Zdeněk Štybar (CZE)      |                       |
| 118                                                   | Matteo Trentin (ITA)     |                       |
| Directeurs sportifs : Geert Van Bondt, Rik Van Slycke |                          |                       |

| Sky SKY                                              | Sky SKY                  | Sky SKY |
| ---------------------------------------------------- | ------------------------ | ------- |
| Num                                                  | Coureur                  | Pos     |
| 121                                                  | Sebastián Henao (COL)    |         |
| 122                                                  | Jonathan Dibben (GBR)    |         |
| 123                                                  | Philip Deignan (IRL)     |         |
| 124                                                  | Owain Doull (GBR)        |         |
| 125                                                  | Tao Geoghegan Hart (GBR) |         |
| 126                                                  | Mikel Nieve (ESP)        |         |
| 127                                                  | Salvatore Puccio (ITA)   |         |
| 128                                                  | Danny van Poppel (NED)   | AB-7    |
| Directeurs sportifs : Gabriel Rasch, Brett Lancaster |                          |         |

| Sunweb SUN                                   | Sunweb SUN             | Sunweb SUN |
| -------------------------------------------- | ---------------------- | ---------- |
| Num                                          | Coureur                | Pos        |
| 131                                          | Tom Dumoulin (NED)     | NP-5       |
| 132                                          | Nikias Arndt (GER)     |            |
| 133                                          | Roy Curvers (NED)      |            |
| 134                                          | Georg Preidler (AUT)   | AB-5       |
| 135                                          | Michael Matthews (AUS) |            |
| 136                                          | Ramon Sinkeldam (NED)  |            |
| 137                                          | Mike Teunissen (NED)   |            |
| 138                                          | Albert Timmer (NED)    |            |
| Directeurs sportifs : Marc Reef, Tom Veelers |                        |            |

| Bahrain-Merida TBM                                     | Bahrain-Merida TBM      | Bahrain-Merida TBM |
| ------------------------------------------------------ | ----------------------- | ------------------ |
| Num                                                    | Coureur                 | Pos                |
| 141                                                    | Ion Izagirre (ESP)      |                    |
| 142                                                    | Niccolò Bonifazio (ITA) |                    |
| 143                                                    | Ondřej Cink (CZE)       |                    |
| 144                                                    | Iván García (ESP)       |                    |
| 145                                                    | Tsgabu Grmay (ETH)      |                    |
| 146                                                    | Valerio Agnoli (ITA)    | AB-4               |
| 147                                                    | Javier Moreno (ESP)     |                    |
| 148                                                    | Enrico Gasparotto (ITA) |                    |
| Directeurs sportifs : Harald Morscher, Tristan Hoffman |                         |                    |

| Trek-Segafredo TFS                                    | Trek-Segafredo TFS      | Trek-Segafredo TFS |
| ----------------------------------------------------- | ----------------------- | ------------------ |
| Num                                                   | Coureur                 | Pos                |
| 151                                                   | Jarlinson Pantano (COL) | AB-5               |
| 152                                                   | Koen de Kort (NED)      |                    |
| 153                                                   | John Degenkolb (GER)    |                    |
| 154                                                   | Fabio Felline (ITA)     |                    |
| 155                                                   | Matthias Brändle (AUT)  | AB-5               |
| 156                                                   | Grégory Rast (SUI)      |                    |
| 157                                                   | Kiel Reijnen (USA)      |                    |
| 158                                                   | Boy van Poppel (NED)    |                    |
| Directeurs sportifs : Kim Andersen, Yaroslav Popovych |                         |                    |

| Lotto NL-Jumbo TLJ                                 | Lotto NL-Jumbo TLJ      | Lotto NL-Jumbo TLJ |
| -------------------------------------------------- | ----------------------- | ------------------ |
| Num                                                | Coureur                 | Pos                |
| 161                                                | Steven Kruijswijk (NED) |                    |
| 162                                                | Lars Boom (NED)         |                    |
| 163                                                | Martijn Keizer (NED)    |                    |
| 164                                                | Bert-Jan Lindeman (NED) |                    |
| 165                                                | Juan José Lobato (ESP)  | AB-3               |
| 166                                                | Paul Martens (GER)      |                    |
| 167                                                | Daan Olivier (NED)      |                    |
| 168                                                | Steven Lammertink (NED) | AB-1               |
| Directeurs sportifs : Addy Engels, De Haan Sierk J |                         |                    |

| UAE Emirates UAE                                       | UAE Emirates UAE      | UAE Emirates UAE |
| ------------------------------------------------------ | --------------------- | ---------------- |
| Num                                                    | Coureur               | Pos              |
| 171                                                    | Rui Costa (POR)       |                  |
| 172                                                    | Darwin Atapuma (COL)  |                  |
| 173                                                    | Simone Consonni (ITA) |                  |
| 174                                                    | Valerio Conti (ITA)   |                  |
| 175                                                    | Simone Petilli (ITA)  |                  |
| 176                                                    | Marko Kump (SLO)      | AB-5             |
| 177                                                    | Sacha Modolo (ITA)    |                  |
| 178                                                    | Matej Mohorič (SLO)   |                  |
| Directeurs sportifs : Simone Pedrazzini, Marco Marzano |                       |                  |

| Aqua Blue Sport ABS                             | Aqua Blue Sport ABS        | Aqua Blue Sport ABS |
| ----------------------------------------------- | -------------------------- | ------------------- |
| Num                                             | Coureur                    | Pos                 |
| 181                                             | Lasse Norman Hansen (DEN)  |                     |
| 182                                             | Mark Christian (GBR)       |                     |
| 183                                             | Conor Dunne (IRL)          | HD-5                |
| 184                                             | Aaron Gate (NZL)           |                     |
| 185                                             | Daniel Pearson (GBR)       |                     |
| 186                                             | Lawrence Warbasse (USA)    |                     |
| 187                                             | Lars Petter Nordhaug (NOR) |                     |
| 188                                             | Michel Kreder (NED)        | HD-5                |
| Directeurs sportifs : Nicki Sørensen, Tim Barry |                            |                     |

| CCC Sprandi Polkowice CCC                                | CCC Sprandi Polkowice CCC | CCC Sprandi Polkowice CCC |
| -------------------------------------------------------- | ------------------------- | ------------------------- |
| Num                                                      | Coureur                   | Pos                       |
| 191                                                      | Jan Hirt (CZE)            |                           |
| 192                                                      | Jakub Kaczmarek (POL)     |                           |
| 193                                                      | Felix Großschartner (AUT) | AB-5                      |
| 194                                                      | Jonas Koch (GER)          | AB-1                      |
| 195                                                      | Adrian Kurek (POL)        |                           |
| 196                                                      | Leszek Pluciński (POL)    |                           |
| 197                                                      | Simone Ponzi (ITA)        |                           |
| 198                                                      | Branislau Samoilau (BLR)  |                           |
| Directeurs sportifs : Gabriele Missaglia, Tomasz Brożyna |                           |                           |

| Direct Énergie DEN                                        | Direct Énergie DEN     | Direct Énergie DEN |
| --------------------------------------------------------- | ---------------------- | ------------------ |
| Num                                                       | Coureur                | Pos                |
| 201                                                       | Sylvain Chavanel (FRA) |                    |
| 202                                                       | Ryan Anderson (CAN)    |                    |
| 203                                                       | Thomas Boudat (FRA)    |                    |
| 204                                                       | Lilian Calmejane (FRA) |                    |
| 205                                                       | Antoine Duchesne (CAN) | NP-6               |
| 206                                                       | Fabien Grellier (FRA)  |                    |
| 207                                                       | Jonathan Hivert (FRA)  |                    |
| 208                                                       | Perrig Quéméneur (FRA) |                    |
| Directeurs sportifs : Dominique Arnould, Benoît Génauzeau |                        |                    |

| Roompot-Nederlandse Loterij RNL                           | Roompot-Nederlandse Loterij RNL | Roompot-Nederlandse Loterij RNL |
| --------------------------------------------------------- | ------------------------------- | ------------------------------- |
| Num                                                       | Coureur                         | Pos                             |
| 211                                                       | Pieter Weening (NED)            |                                 |
| 212                                                       | Jesper Asselman (NED)           |                                 |
| 213                                                       | Martijn Budding (NED)           | AB-5                            |
| 214                                                       | Jeroen Meijers (NED)            |                                 |
| 215                                                       | Elmar Reinders (NED)            |                                 |
| 216                                                       | Martijn Tusveld (NED)           |                                 |
| 217                                                       | Taco van der Hoorn (NED)        |                                 |
| 218                                                       | Nick van der Lijke (NED)        |                                 |
| Directeurs sportifs : Erik Breukink, Jean-Paul van Poppel |                                 |                                 |